# Col de la Rochette (Jura)
Pour les articles homonymes, voir Col de la Rochette.
Le col de la Rochette est un col de montagne situé en France dans le massif du Jura. Il s'élève à 1 110 mètres d'altitude.

## Géographie
Le col se trouve à la limite de des communes de Valromey-sur-Séran et de Plateau d'Hauteville dans le département de l'Ain en France. Il relie par la route Hauteville-Lompnes et Ruffieu.
L'ascension par la D 9 depuis Ruffieu fait environ 6 km et la déclivité est de 6,2 % avec un maximum à 7,4 %.

## Cyclisme
Le Tour de France est passé une seule fois par le col de la Rochette.
| Année | Étape | Parcours                | Premier au sommet              | Versant | Catégorie |
| ----- | ----- | ----------------------- | ------------------------------ | ------- | --------- |
| 2016  | 15    | Bourg-en-Bresse – Culoz | Serge Pauwels (Dimension Data) | Ouest   | 3         |